# Lincoln MKX
Le MKX est un SUV du constructeur automobile américain Lincoln, marque de luxe du groupe Ford.

## Première génération
La première génération du Lincoln MKX est lancée fin 2006, en même temps que son jumeau, le Ford Edge. Il s'en distingue par une présentation beaucoup plus luxueuse et par une calandre entièrement chromée. Il reprend les grandes lignes du concept car Aviator vu en 2004 au Salon de Détroit.
Dans la gamme Lincoln, il vient remplacer l'Aviator, tout en étant plus court et en abandonnant le V8.
En 2010, il reçoit un restylage intervenant surtout au niveau de la face avant. Il est remplacé par une toute nouvelle génération en 2016.

### Motorisation
Le MKX dispose d'un unique moteur essence. Entre 2006 et 2010, il s'agit d'un V6 3,5 L de 265 ch. Il est remplacé en 2011 par un V6 3,7 L de 305 ch, qui se maintient jusqu'à l'arrêt du modèle en 2015.
La boîte de vitesses, elle aussi unique, est une automatique à 6 vitesses.

### Galerie photos

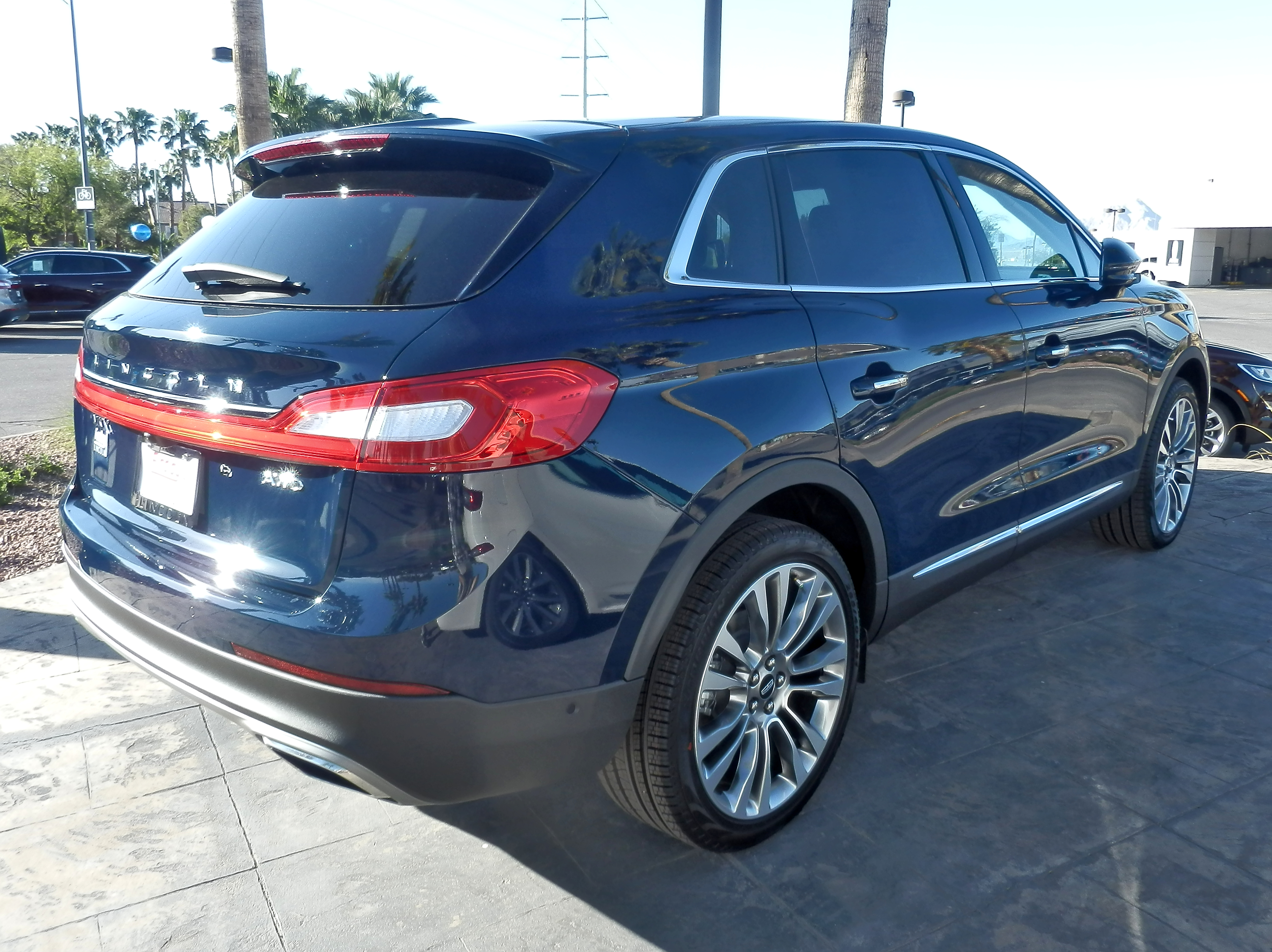
Vue arrière.
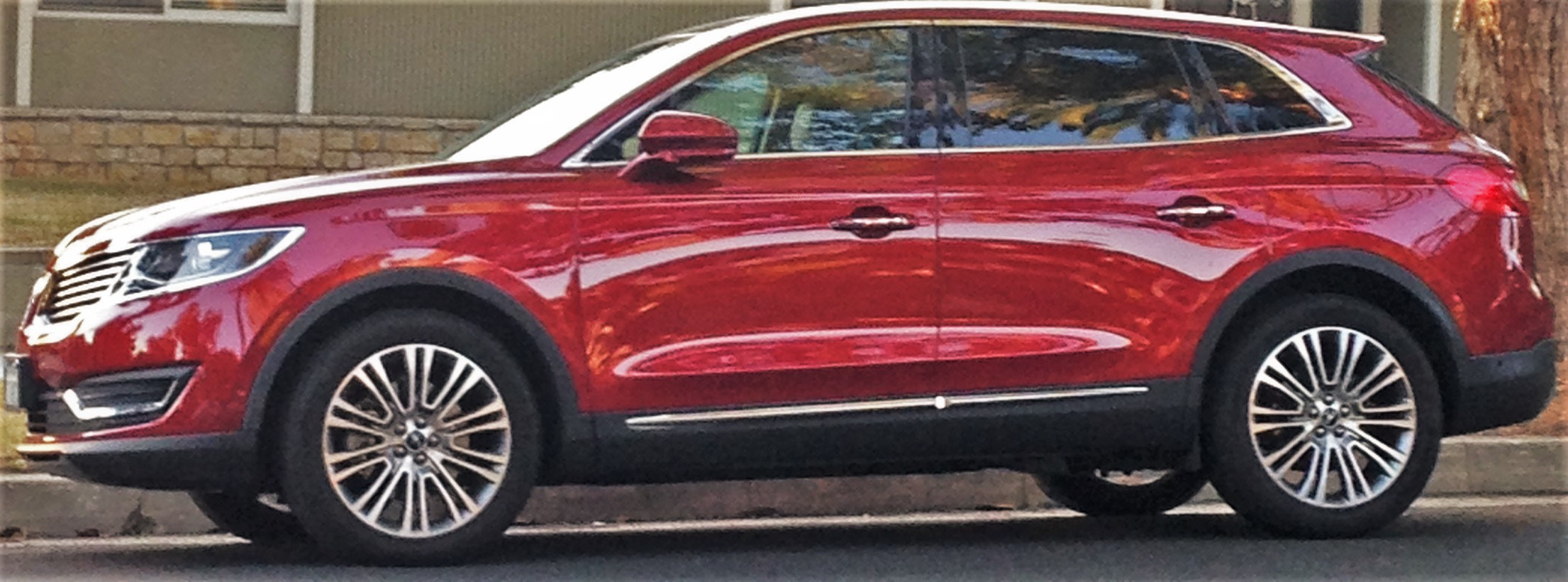
Vue de profil.

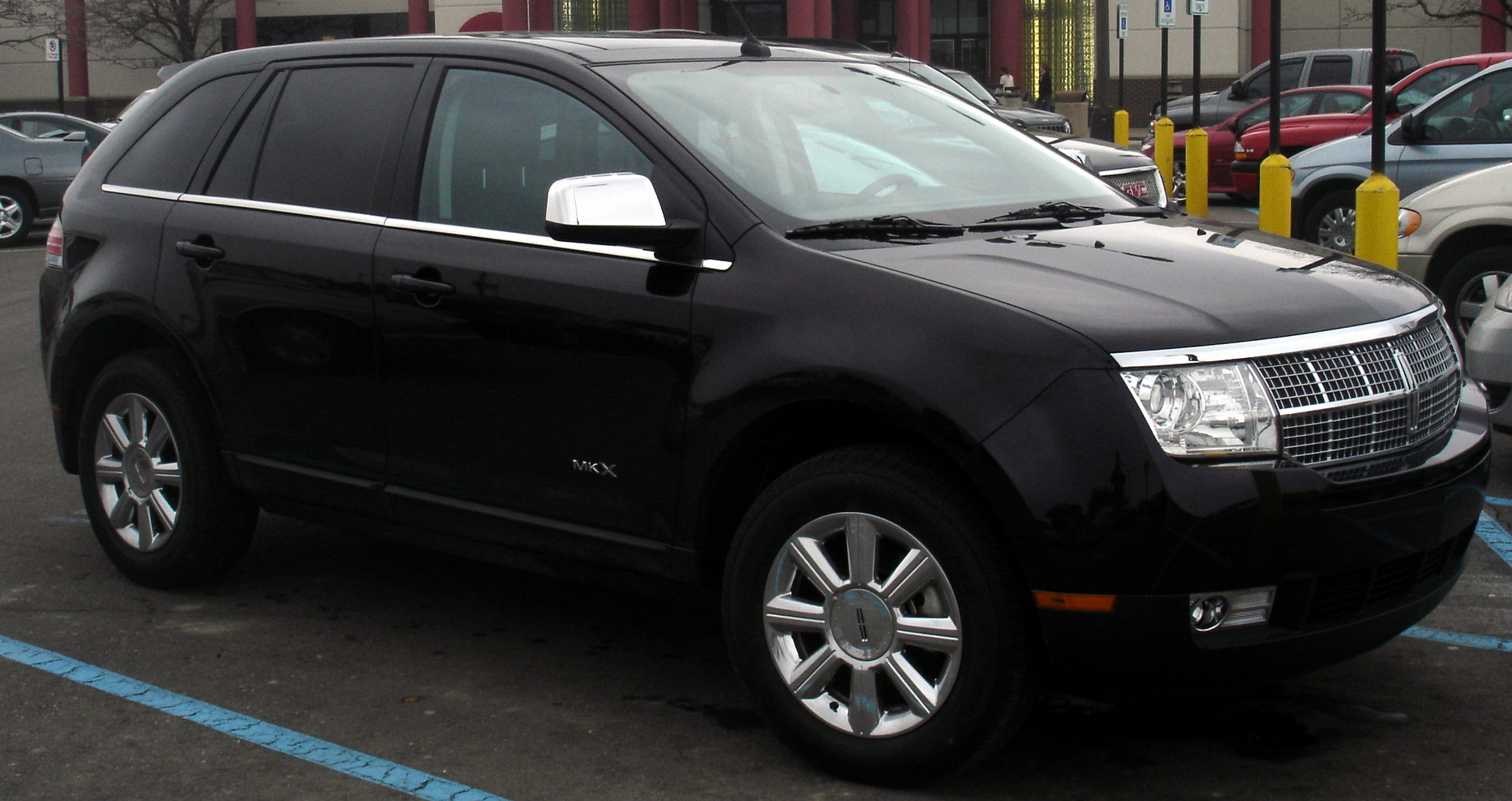
Version initiale de 2007.
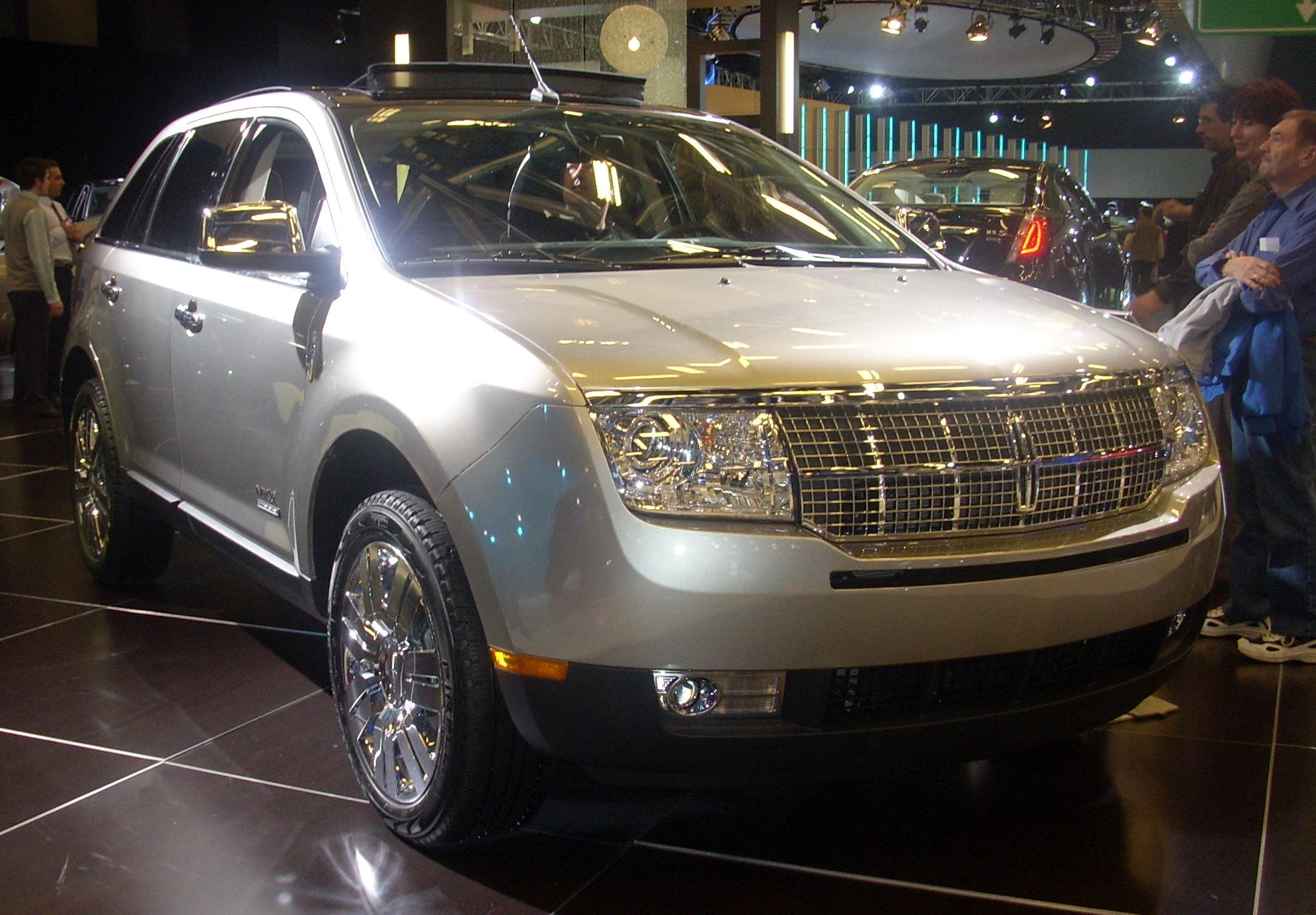
Version de 2008.
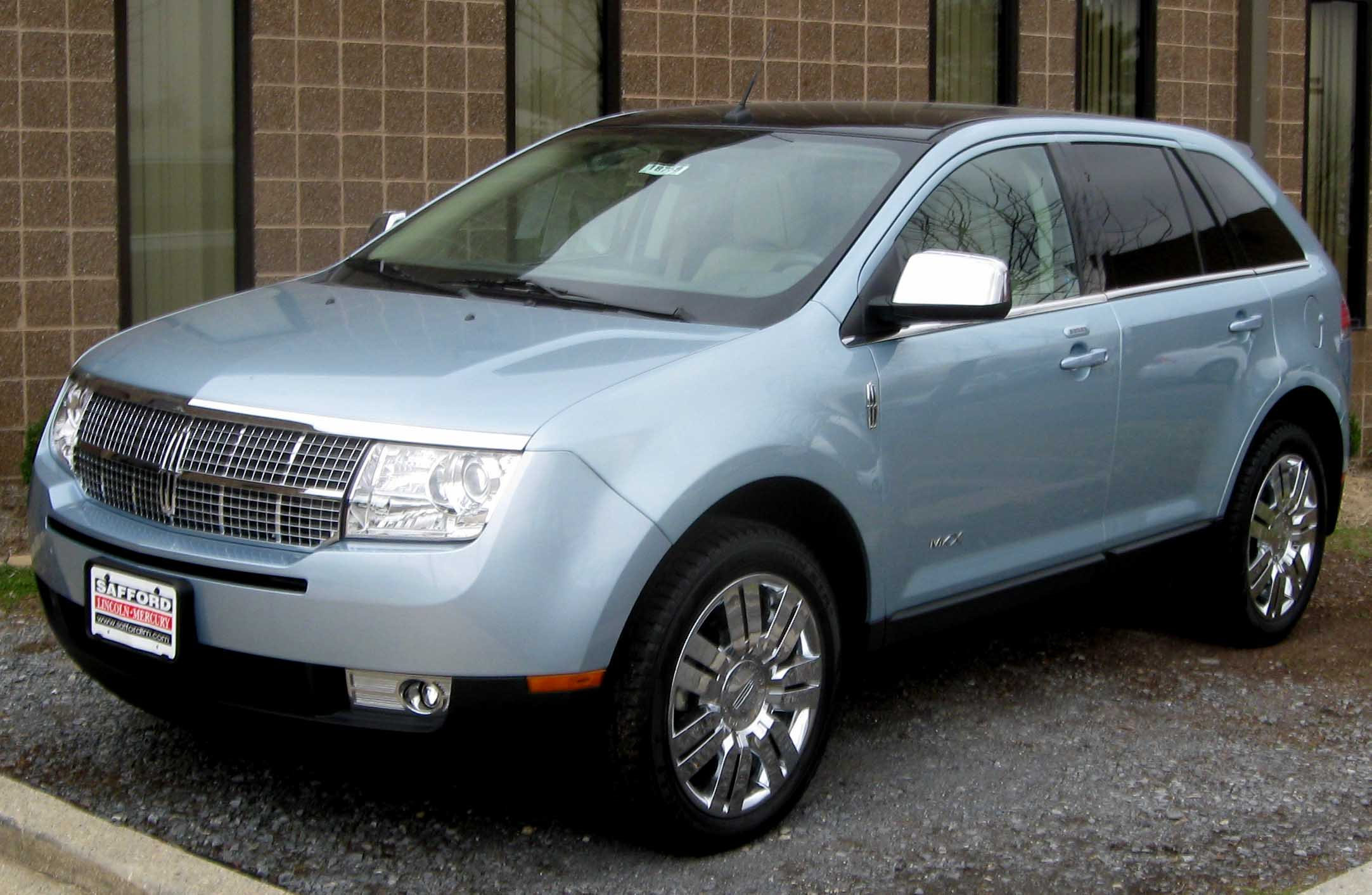
Version de 2009.
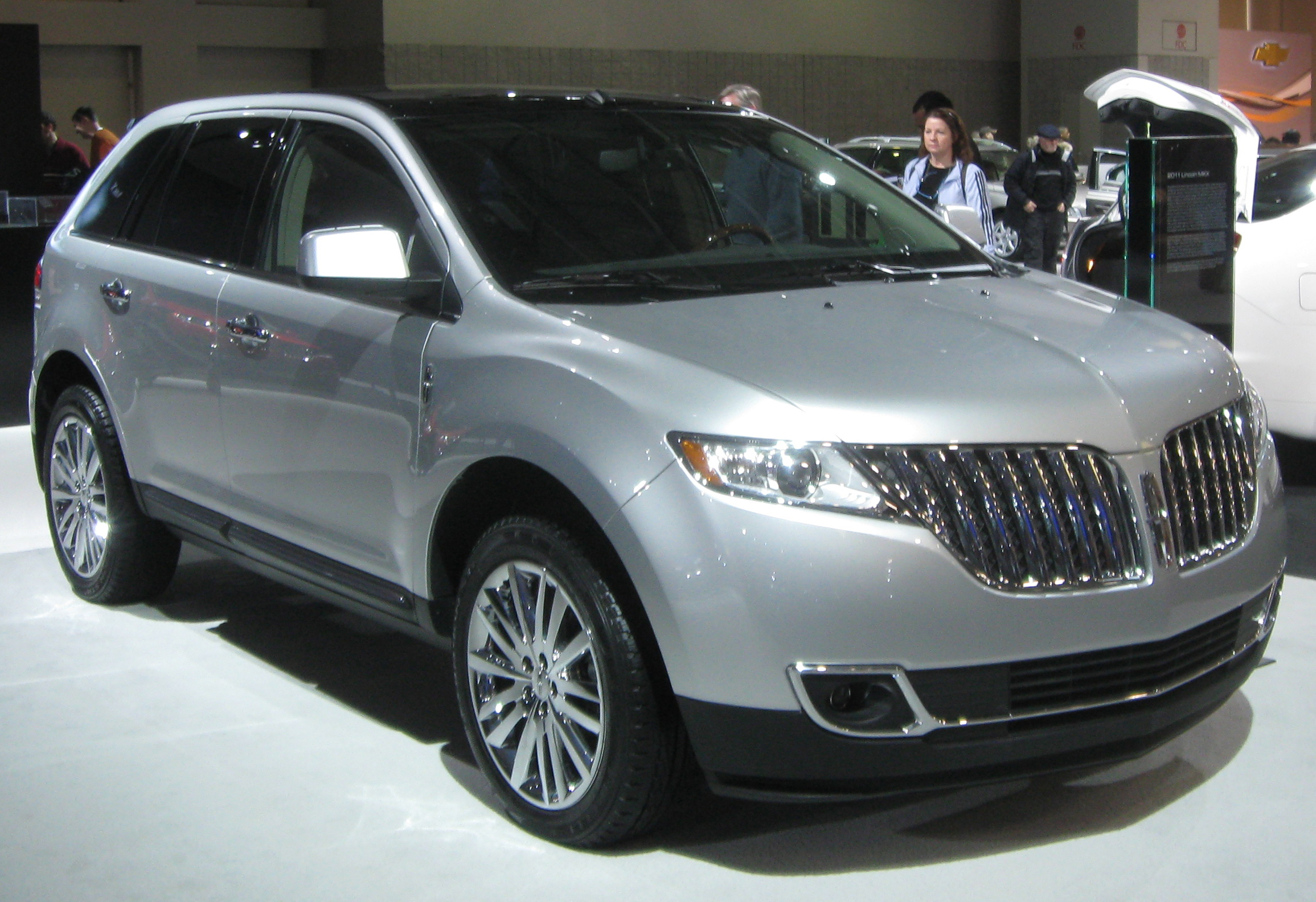
Version restylée de 2011.

### Ventes
Les ventes aux États-Unis sont les suivantes :
| Année | Ventes | Diff.      |
| ----- | ------ | ---------- |
| 2006  | 859    |            |
| 2007  | 37 953 | + 4318,3 % |
| 2008  | 29 076 | - 23,4 %   |
| 2009  | 21 433 | - 26,3 %   |
| 2010  | 21 932 | + 2,3 %    |
| 2011  | 23 395 | + 6,7 %    |
| 2012  | 25 107 |            |
| 2013  | 23 913 | - 4,8 %    |
| 2014  | 23 995 | + 0,3 %    |
| 2015  | 22 199 | - 7,5 %    |

## Deuxième génération
La deuxième génération du Lincoln MKX apparaît en 2015. Restylé en 2018, il prend le nom de Lincoln Nautilus.

### Galerie photos
- Vue arrière.
- Vue de profil.

### Ventes
Les ventes aux États-Unis sont les suivantes :
| Année | Ventes | Diff.    |
| ----- | ------ | -------- |
| 2016  | 30 967 | + 39,5 % |